# Mozów
Mozów [pronunciación en polaco: /ˈmɔzuf/] (en alemán: Mosau) es un pueblo ubicado en el distrito administrativo de Gmina Sulechów, dentro del Condado de Zielona Góra, Voivodato de Lubusz, en Polonia occidental. Se encuentra aproximadamente a 4 kilómetros al oeste de Sulechów y a 17 kilómetros al norte de Zielona Góra.